# Confessions of the Mind
Confessions of the Mind è un album in studio del gruppo musicale britannico The Hollies, pubblicato nel novembre 1970.

## Tracce
1. Survival of the Fittest – 3:07 (Graham Nash, Allan Clarke, Tony Hicks)
2. Man Without a Heart – 2:27 (Clarke, Terry Sylvester)
3. Little Girl – 3:01 (Tony Hicks)
4. Isn't It Nice? – 3:48 (Clarke, Sylvester)
5. Perfect Lady Housewife – 4:39 (Clarke, Sylvester)
6. Confessions of a Mind – 5:47 (Hicks)
7. Lady Please – 2:41 (Hicks)
8. Frightened Lady – 3:16 (Hicks)
9. Too Young to Be Married – 4:02 (Hicks)
10. Separated – 3:31 (Clarke)
11. I Wanna Shout – 2:54 (Clarke, Sylvester)

## Versione statunitense
Negli Stati Uniti il disco è uscito nel dicembre 1970, pubblicato da Epic Records, con il titolo Moving Finger.

### Tracce
Side 1
1. Survival of the Fittest – 3:03 (Allan Clarke, Tony Hicks, Graham Nash)
2. Confessions of a Mind – 5:42 (Hicks)
3. Lady Please – 2:37 (Hicks)
4. Little Girl – 2:56 (Hicks)
5. To Young to Be Married – 3:58 (Hicks)
6. Man Without a Heart – 2:23 (Clarke, Sylvester)

Side 2
1. Isn't it Nice – 3:45 (Clarke, Sylvester)
2. Frightened Lady – 3:11 (Hicks)
3. Marigold: Gloria Swansong – 5:25 (Clarke, Sylvester)
4. Perfect Lady Housewife – 4:35 (Clarke, Sylvester)
5. Gasoline Alley Bred – 3:54 (Cook, Greenaway, Macaulay)

## Formazione
- Allan Clarke – voce, armonica
- Tony Hicks – chitarra, voce
- Terry Sylvester – chitarra, voce
- Bobby Elliott – batteria
- Bernie Calvert – basso, tastiera